# National Post

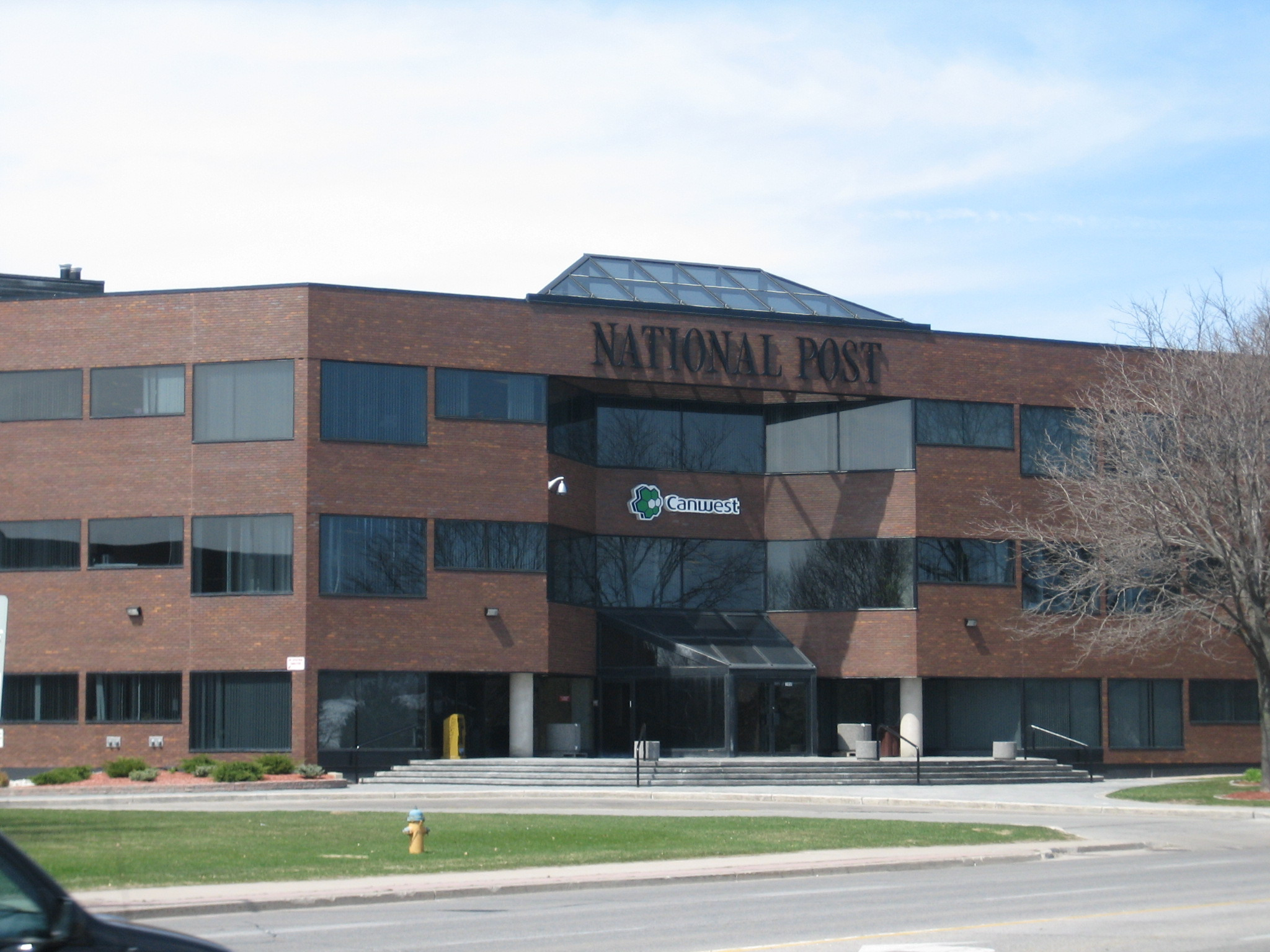
Hoofdkantoor van de National Post

De National Post is een van de landelijke dagbladen van Canada. Het werd in 1998 opgericht en is te Donn Mills, net buiten Toronto, gevestigd.
De National Post is eigendom van Postmedia Network die diverse andere Canadese dagbladen uitgeeft zoals de Ottawa Citizen, de Calgary Herald en de Montreal Gazette. De krant kent een oplage van ruim 1,5 miljoen exemplaren en verschijnt maandag tot en met zaterdag.